# Kia Forum
Kia Forum (dawniej  The Forum oraz Great Western Forum) – hala sportowa w Inglewood w Kalifornii, na przedmieściach Los Angeles. W latach 1967–1999 występowała tu drużyna NBA Los Angeles Lakers.
Odbyło się tu także wiele koncertów. Zagrali tu między innymi: Jimi Hendrix, Elvis Presley, Bruce Springsteen, Bob Dylan, Paul McCartney, The Rolling Stones, Pearl Jam, Bon Jovi, Red Hot Chili Peppers, Queen, Iron Maiden, Led Zeppelin, AC/DC, Ozzy Osbourne i TWICE. W The Forum organizowana jest co roku gala wręczania nagród Nickelodeon Kids’ Choice Awards.